# グレゴリー・ベロス
グレゴリー・レイ・スエロ・ベロス（Gregory Ray Suero Veloz , 1988年6月3日 - ）は、ドミニカ共和国出身のプロ野球選手（内野手）。右投両打。NPBでは育成選手であった。

## 経歴
2006年、ニューヨーク・メッツに入団。2009年のシーズン途中にワシントン・ナショナルズに移籍。それぞれのマイナーチームでプレーした。メジャー経験は無し。
2011年8月5日、オリックス・バファローズが育成選手契約での獲得を発表。同年は支配下登録はされなかったものの、二軍で21試合で5本塁打とパワーを発揮した。
2012年7月13日、球団から戦力外通告を受けた。
2014年7月9日、四国アイランドリーグplusの愛媛マンダリンパイレーツが獲得を発表した。愛媛では後期の39試合に出場し、打率.241、6本塁打19打点の成績だった。10月25日、契約満了により自由契約となり、退団。

## 詳細情報

### 年度別打撃成績
- 一軍公式戦出場なし

### 独立リーグでの打撃成績
| 年 度     | 球 団     | 打 率 | 試 合 | 打 席 | 打 数 | 得 点 | 安 打 | 二 塁 打 | 三 塁 打 | 本 塁 打 | 打 点 | 三 振 | 四 球 | 死 球 | 犠 打 | 犠 飛 | 盗 塁 | 長 打 率 | 出 塁 率 | 併 殺 打 | 失 策 |
| --------- | --------- | ----- | ----- | ----- | ----- | ----- | ----- | -------- | -------- | -------- | ----- | ----- | ----- | ----- | ----- | ----- | ----- | -------- | -------- | -------- | ----- |
| 2014      | 愛媛      | .241  | 39    | 151   | 137   | 14    | 33    | 5        | 0        | 6        | 19    | 42    | 13    | 0     | 1     | 0     | 1     | .408     | .306     | 2        | 5     |
| 通算：1年 | 通算：1年 | .241  | 39    | 151   | 137   | 14    | 33    | 5        | 0        | 6        | 19    | 42    | 13    | 0     | 1     | 0     | 1     | .408     | .306     | 2        | 5     |

### 背番号
- 120 （2011年途中 - 2012年途中）
- 23 （2014年）